# 112 Piscium
112 Piscium (112 Psc) è una stella di magnitudine apparente +5,9 situata nella costellazione dei Pesci che, in base ai dati del satellite Hipparcos, si trova a 109 anni luce del sistema solare.
112 Piscium è una subgigante gialla di tipo spettrale G2IV, con una temperatura effettiva tra 5911 e 5929 K, ed è una stella leggermente evoluta il cui diametro è del 66% più grande di quello del Sole. La stella ruota su se stessa con una velocità di rotazione di 5,6 km/s. La sua luminosità è 3,7 volte superiore a quella del Sole e ha una massa 37% maggiore del Sole. La sua età è di circa 3 miliardi di anni.
Per quanto riguarda la sua composizione chimica, 112 Piscium ha una notevole metallicità, ([Fe/H] = +0,31), più del doppio di quella solare. In particolare magnesio ed europio sono oltre tre volte più abbondanti che nel Sole. Fa eccezione il litio, che è meno abbondante rispetto al Sole (logє[Li] = 0,95).